# Nephrotoma guttipleura
Nephrotoma guttipleura är en tvåvingeart som beskrevs av Alexander 1936. Nephrotoma guttipleura ingår i släktet Nephrotoma och familjen storharkrankar. Inga underarter finns listade i Catalogue of Life.